# گاوزبانیان
تیره گاوزبان یا بوراژیناسه (به انگلیسی: Boraginaceae) دارای ۱۵۶ جنس یا سرده و ۲۵۰۰ گونه است. بیشتر گیاهان علفی با کرک‌های ریش مانند، گاهی درختچه‌ای یا بالارونده هستند. گل‌آذین معمولاً گرزن مارپیچ است که با شکوفا شدن گل‌ها باز می‌شود. گل‌ها معمولاً دو جنسی و منظم‌اند. کاسه گل متشکل از ۵ کاسبرگ آزاد یا پیوسته و معمولاً همپوش است. جام گل دارای ۵ گلبرگ پیوسته‌است. پرچم‌ها ۵ عدد است. بساک رو به داخل و میله‌ها اغلب در قاعده دارای دیسک حاوی شهداند. تعدادی از گونه‌های آن مانند گل فراموشم نکن، گل گاوزبان، سینه‌دارو، هماور دارویی، زنگوله‌ای، سپستان، هلیوتروپیوم، آلکانا و گل عسلی برای تزئین در کناره‌های علفی کاشته می‌شود. 